# 土井駅
土井駅（どいえき）は、福岡県福岡市東区土井三丁目にある、九州旅客鉄道（JR九州）香椎線の駅である。駅番号はJD09。

## 歴史

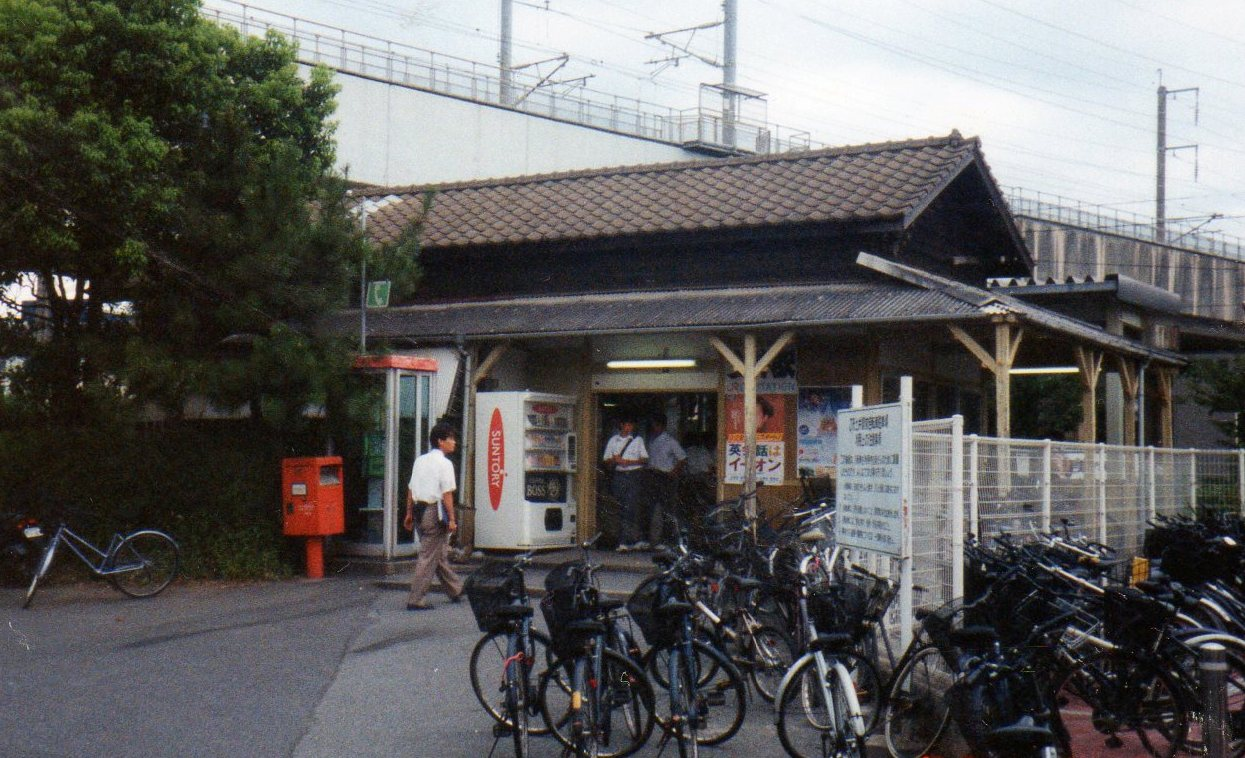
旧駅舎（1995年）

- 1904年（明治37年）1月1日：博多湾鉄道（1920年、博多湾鉄道汽船に改称）が開設[2]。
- 1942年（昭和17年）9月22日：博多湾鉄道汽船が5社合併して西日本鉄道を設立し[4][5]、同社糟屋線となる。
- 1944年（昭和19年）5月1日：西日本鉄道の西戸崎駅 - 宇美駅間が戦時買収により国有化され運輸通信省が継承[6]。（香椎線）
- 1974年（昭和49年）3月5日：荷物の取り扱いを廃止[7]。駅員無配置駅となる[8]。
- 1980年（昭和55年）3月31日：貨物業務取扱廃止[9]。
- 1987年（昭和62年）4月1日：国鉄分割民営化に伴い、九州旅客鉄道（JR九州）の駅となる[10]。
- 1988年（昭和63年）7月21日：委託駅員を配置[11]。
- 2000年（平成12年）6月19日：自動改札機を設置し、供用開始[12]。
- 2009年（平成21年）3月1日：ICカード「SUGOCA」の利用が可能となる[13]。
- 2015年（平成27年）3月14日：駅遠隔案内システム（Smart Support Station）「ANSWER」の導入に伴い無人化[14]。

## 駅構造
相対式ホーム2面2線を有する地上駅である。無人駅である。
ただし無賃乗車対策で抜き打ち的に駅員は置くことがたまに確認されている。
SUGOCAの利用が可能であり、チャージや無記名SUGOCAの発売も行っている。
異常時に対応するため、香椎線で無人化される駅にはインターホンなどが設置されることになった。

### のりば
| のりば | 路線   | 方向 | 行先             |
| ------ | ------ | ---- | ---------------- |
| 1      | 香椎線 | 上り | 香椎・西戸崎方面 |
| 2      | 香椎線 | 下り | 宇美方面         |

## 利用状況
2020年（令和2年）度の1日平均乗車人員は1,268人であり、JR九州の駅としては第117位である。
近年の1日平均乗車人員は下表のとおりである。
| 年度               | 1日平均 乗車人員 |
| ------------------ | ---------------- |
| 2016年（平成28年） | 1,364            |
| 2017年（平成29年） | 1,431            |
| 2018年（平成30年） | 1,488            |
| 2019年（令和元年） | 1,555            |
| 2020年（令和02年） | 1,268            |

## 駅周辺
駅の真上を山陽新幹線が通っている。
- ミスターマックス土井店
- グッデイ土井店（ホームワイド跡に開店）
- セリア土井店

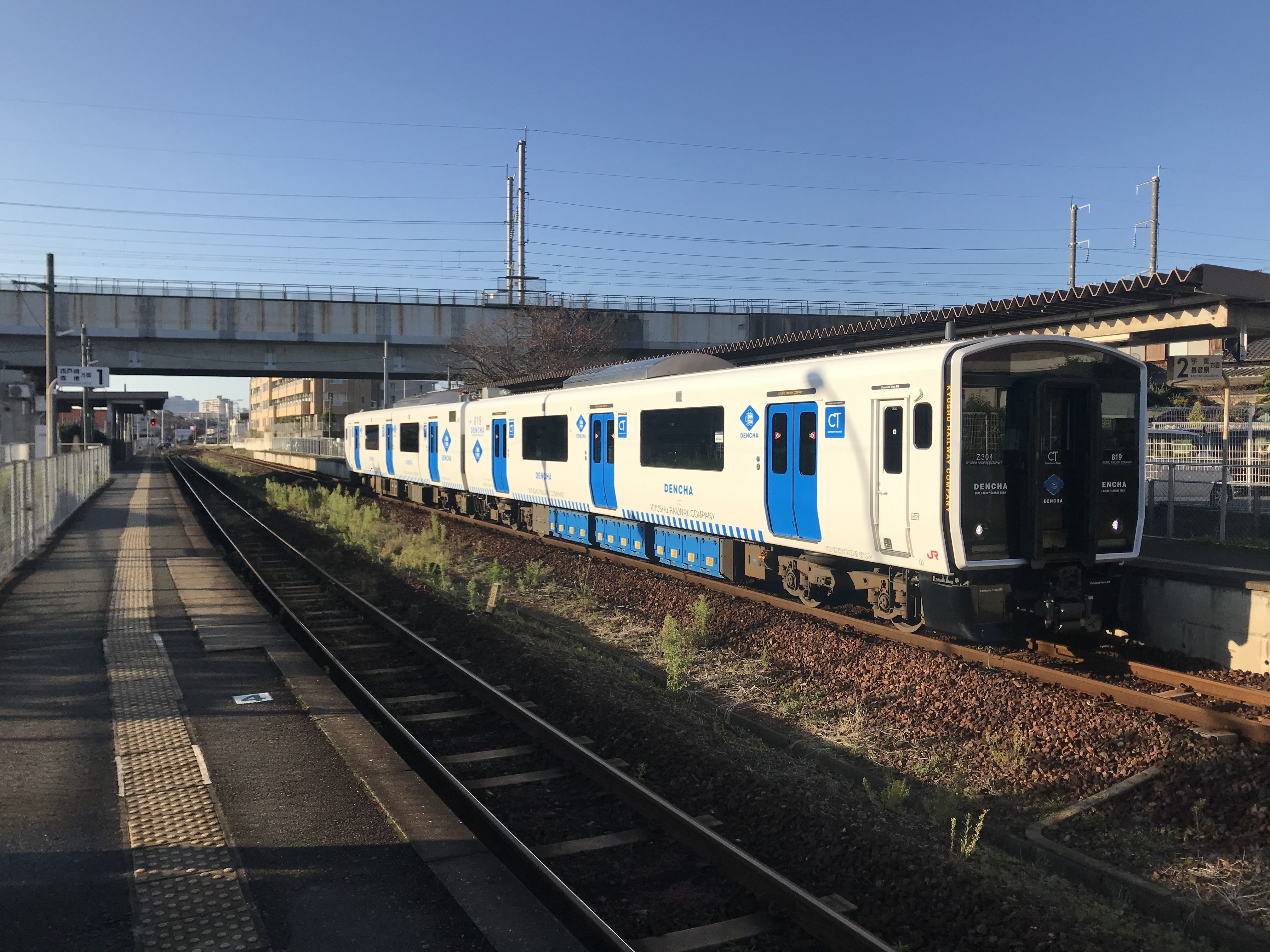
駅ホームと山陽新幹線

- 福岡市東部農業協同組合多々良支店・多々良農業倉庫
- 西鉄土井営業所
- JR九州バス「筑前土井」停留所
- ザ・ビッグ土井店（旧・ダイエーグルメシティ土井店）
- ドラッグストアモリ土井店

## 隣の駅
九州旅客鉄道（JR九州）
 香椎線
舞松原駅（JD08） - 土井駅（JD09） - 伊賀駅（JD10）